# 中嶋正之
中嶋 正之（なかじま まさゆき、1946年8月 - ）は、日本・スウェーデンの情報工学者。東京工業大学名誉教授。ウプサラ大学名誉教授。元電子情報通信学会情報・システムソサイエティ会長。初代芸術科学会会長。

## 人物・経歴
東京都府中市出身。1965年東京都立北園高等学校卒業。1969年東京工業大学理工学部電気工学科卒業。1975年東京工業大学大学院理工学研究科電気電子工学専攻大学院博士課程修了、工学博士、東京工業大学大学像情報工学研究施設助手。
1983年東京工業大学大学像情報工学研究施設助教授。1992東京工業大学大学院理工学研究科教授。1993年東京工業大学大学院情報理工学研究科教授。2012年東京工業大学名誉教授、ウプサラ大学教授。コンピュータグラフィックスや画像処理の黎明期に活躍したとして、2013年度情報処理学会フェロー。初代芸術科学会会長。のち、ウプサラ大学名誉教授、神奈川工科大学客員教授。2017年映像情報メディア学会名誉会員。2024年、文化庁長官表彰。